# Henry Howard (6e duc de Norfolk)
Pour les articles homonymes, voir Henry Howard et Howard.
Henry Howard, 6e duc de Norfolk (12 juillet 1628 - 13 janvier 1684) est un noble et un homme politique anglais. Il est le deuxième fils de Henry Howard (15e comte d'Arundel), et de Lady Elizabeth Stuart. Il succède à son frère Thomas Howard (5e duc de Norfolk) après sa mort en 1677.

## Biographie
Il a déjà été créé 1er baron Howard de Castle Rising en 1669 et 1er comte de Norwich en 1672, obtenant à cette occasion la restauration du poste du Comte-maréchal d'Angleterre pour lui et sa famille. La Chambre des lords a presque unanimement persuadé le roi Charles II de faire revivre le duché de Norfolk en 1660 ; mais comme le 5e duc est fou et confiné dans un asile à Padoue, il est jugé souhaitable de convoquer son frère auprès des Lords de son propre chef.
Sa carrière en tant que duc commence malencontreusement lorsqu'il annonce qu'il épouse Jane Bickerton, sa maîtresse depuis de nombreuses années : cela provoque une violente querelle de famille, à la suite de laquelle il se rend à l'étranger pour un temps. Néanmoins, il exerce une influence politique considérable et, en 1673, peut trouver un siège au Parlement pour Samuel Pepys.
En janvier 1678, il siège à la Chambre des lords, mais en août, le premier développement du Complot papiste est suivi d'une loi interdisant aux catholiques de siéger dans l'une ou l'autre chambre du Parlement. En tant que catholique romain sincère, il ne respecterait pas le serment reconnaissant le roi à la tête de l'Église et dans le même temps, il exhorte ses pairs à le faire si leur conscience le leur permettait, afin d'assurer la survie de la Chambre des lords en tant qu'institution, après quoi les lords l'ont remercié pour son « bon service ». Il se retire à Bruges pendant trois ans. Là, il construit une maison attachée à un couvent franciscain et jouit de la liberté de culte. Plus tard, il cède la majeure partie de sa bibliothèque, de son parc et de ses salles à la Royal Society, ainsi que les marbres arundeliens à l'Université d'Oxford.
Il est présenté comme récusant aux assises de Thetford en 1680 et se sent obligé de rentrer en Angleterre pour répondre à l'accusation qui n'est pas poursuivie ; une précédente accusation du célèbre informateur William Bedloe en 1678, selon laquelle il a été partie prenante, ou du moins au courant d'un complot visant à tuer le roi, est tout simplement ignorée.
Il reste assez longtemps en Angleterre pour siéger au procès pour trahison de son oncle, William Howard (1er vicomte Stafford), victime du complot papiste. Malheureusement pour Stafford, qui est notoirement « un homme pas aimé de sa famille », il s'est disputé avec la plupart de ses proches, y compris Norfolk, et à l'exception du fils aîné de Norfolk, le futur septième duc de Norfolk, les huit pairs de Howard, dont le 6e duc, le déclarent coupable. Stafford est décapité le 29 décembre. Le duc ne semble pas avoir intercédé pour la vie de son oncle. Il retourne à Bruges quelque temps.
Une fois la tension retombée, il rentre chez lui. John Evelyn dans son journal du 9 mai 1683, signale lui avoir rendu visite pour discuter de l’achat de certaines de ses œuvres. D'après la description d'Evelyn, il est clair que le duc a alors une collection impressionnante de « dessins humoristiques et de dessins de Raphaël et des Grands Maîtres ».

## Mariages et descendance
Vers 1652, Howard épouse Lady Anne Somerset, fille d'Edward Somerset (2e marquis de Worcester), et Elizabeth Dormer. Ils ont au moins quatre enfants:
- Lady Elizabeth Howard, mariée à George Gordon (1er duc de Gordon)
- Henry Howard (7e duc de Norfolk), épouse la baronne Mary Mordaunt (en), sans descendance
- Lady Frances Howard, mariée à Sebastián Gonzalez de Andía-Irarrazaval, marquis de Valparaiso, vicomte de Santa Clara de Avedillo, comte de Villaverde
- Lord Thomas Howard (1662-1689), épouse Mary Elizabeth Savile et a des enfants :
  - Thomas Howard (8e duc de Norfolk)
  - Anne Howard
  - Mary Howard, épouse Walter Aston (4e Lord Aston de Forfar) (en)
  - Edward Howard (9e duc de Norfolk)
  - Philip Howard (ancêtre du baron Mowbray, considéré comme héritier général de la famille Howard et de la famille Talbot)

Sa deuxième épouse est Jane Bickerton. Elle est sa maîtresse pendant de nombreuses années avant le mariage en 1676 ou 1677, et son annonce provoque une violente querelle avec son fils aîné et héritier. Ils ont quatre fils, tous morts sans enfants, et trois filles:
- Lord George Howard, marié mais sans enfant
- Lord James Howard, noyé non marié en août 1702
- Lord Frederick Henry Howard (décédé le 16 mars 1727), marié mais sans enfant
- Lady Catherine Howard, religieuse en Flandre
- Lady Philippa Howard (décédée en janvier 1683)

Les pairies créées pour lui disparaissent avec son petit-fils Edward Howard (9e duc de Norfolk) en 1777, bien que l'actuel baron Mowbray descende du frère du 9e duc. Les 10e et 11e ducs de Norfolk, qui ont hérité des pairies et des fonctions de comte maréchal, sont issus de son frère, Lord Charles Howard de Greystoke, et les 12e et plus récents de son frère, Lord Bernard Howard, de Glossop.